# Une femme dans mon cœur
Une femme dans mon cœur est un téléfilm français réalisé par Gérard Marx et diffusé pour la première fois le 22 avril 1995 sur Canal+.

## Synopsis
Christian retrouve Alice qu'il a autrefois aimée. Après une brève étreinte, Alice repart. Quelques jours plus tard, Christian croise la route de Laura, la fille d'Alice, qui ne tarde pas à s'éprendre de lui...

## Fiche technique
- Réalisation : Gérard Marx
- Scénario : Sylvie Chauvet et Marie-Françoise Egret
- Musique : Hervé Lavandier et Ramon Pipin
- Pays :  France
- Production : Christian Charret et Jacques Salles
- Durée : 86 minutes
- Date de diffusion : 22 avril 1995 sur Canal+

## Distribution
- Pierre Arditi : Christian Delarive
- Michèle Laroque : Alice Bataille
- Sam Karmann : Gilles Moreau
- Sarah-Laure Estragnat : Laura Bataille
- Julie Debazac : Emmanuelle
- Alicia Alonso : Lydie
- Agatha Rouland : Marjorie
- Michèle Sigal : Geneviève